# Chikkammanahalli, Arsikere
Chikkammanahalli là một làng thuộc tehsil Arsikere, huyện Hassan, bang Karnataka, Ấn Độ.